# Islam Feruz
Islam Feruz (Kismayo, 10 september 1995) is een Schots voetballer die onder contract staat bij Chelsea dat hem in het seizoen 2014/15 verhuurt aan OFI Kreta en Blackpool. Hij speelt bij voorkeur als aanvaller.

## Clubcarrière
Feruz speelde tussen 2005 en 2011 bij het Schotse Celtic. In september 2011 weigerde hij een contract te tekenen voor die club. Chelsea haalde Feruz naar Stamford Bridge en betaalde 300 000 pond aan de Schotten. Hij werd samen met de Ier Graham Burke topschutter van The NextGen Series 2012/13 met zeven doelpunten. Feruz debuteerde op 13 september 2014 op huurbasis voor OFI Kreta in de uitwedstrijd bij Olympiakos Piraeus. In 2015 werd Feruz verhuurd aan Blackpool. Hij speelde 2 competitiewedstrijden, waarna hij in februari 2015 terugkeerde naar Chelsea.

## Interlandcarrière
Feruz is geboren in Kismayo, Somalië. In 2009 besloot hij om voor het Schots nationaal elftal uit te komen. Hij kreeg een uitnodiging voor Schotland -16. Later speelde hij nog voor Schotland -17 en Schotland -19. Hij debuteerde in 2012 in Schotland -21. Op 14 november 2012 scoorde hij twee doelpunten in een oefeninterland tegen Portugal -21.